# Rainald von Bar (Bischof von Metz)
Rainald von Bar († 4. Mai 1316) war von 1302 bis zu seinem Tod Bischof von Metz.

## Leben und Wirken
Rainald war der Sohn von Theobald II., Graf von Bar und Jeanne de Toucy. Der Lütticher Bischof Theobald von Bar war sein Bruder. Rainald hatte Pfründen in Beauvais, Cambrai, Laon, Metz, Reims und Verdun. Er war vor 1296 Archidiakon in Brüssel und ab 1299 in Besançon, wurde 1301 Primicerius in  Metz und 1302 Propst von St.-Madeleine in Verdun. Das Domkapitel von Metz wählte ihn 1302 zum Bischof, was jedoch von Papst Bonifatius VIII. nicht anerkannt wurde, der selbst das Recht zur Ernennung des Bischofs von Metz beanspruchte. Am 19. September 1302 ernannte dann Bonifatius Rainald zum Bischof von Metz. Zum Abbau der Schulden der Diözese verpfändete Rainald die Burgen Conde und Conflans. Er hatte Konflikte mit der Stadt Metz und dem Domkapitel, welches ihn 1308 wegen seiner Amtsführung verklagte. Die Klöster St. Arnulf und Gorze wurden von ihm reformiert. Im Jahr 1306 verlegte er seine Residenz nach Vic-sur-Seille, 1312 nahm er am Konzil von Vienne teil. Nach dem Tod seines Bruders  Graf Heinrichs III. von Bar wurde Rainald Vormund seines minderjährigen Neffen Eduard.